# Копен (Оклахома)
Копен (англ. Copan) — місто (англ. town) в США, в окрузі Вашингтон штату Оклахома. Населення — 710 осіб (2020).

## Географія
Копен розташований за координатами 36°54′3″ пн. ш. 95°55′31″ зх. д. / 36.90083° пн. ш. 95.92528° зх. д. (36.900719, -95.925388).  За даними Бюро перепису населення США в 2010 році місто мало площу 2,64 км², уся площа — суходіл.

## Демографія
Згідно з переписом 2010 року, у місті мешкали 733 особи в 329 домогосподарствах у складі 208 родин. Густота населення становила 277 осіб/км².  Було 367 помешкань (139/км²).
Расовий склад населення:
| - 75,9 % — білих - 16,6 % — корінних американців - 0,1 % — азіатів |

До двох чи більше рас належало 7,4 %. Частка іспаномовних становила 1,1 % від усіх жителів.
За віковим діапазоном населення розподілялося таким чином: 21,1 % — особи молодші 18 років, 56,8 % — особи у віці 18—64 років, 22,1 % — особи у віці 65 років та старші. Медіана віку мешканця становила 44,1 року. На 100 осіб жіночої статі у місті припадало 98,1 чоловіків;  на 100 жінок у віці від 18 років та старших — 88,9 чоловіків також старших 18 років.
Середній дохід на одне домашнє господарство  становив 50 995 доларів США (медіана — 43 636), а середній дохід на одну сім'ю — 60 401 долар (медіана — 52 222). Медіана доходів становила 39 167 доларів для чоловіків та 31 250 доларів для жінок. За межею бідності перебувало 11,7 % осіб, у тому числі 17,7 % дітей у віці до 18 років та 7,7 % осіб у віці 65 років та старших.
Цивільне працевлаштоване населення становило 336 осіб. Основні галузі зайнятості: освіта, охорона здоров'я та соціальна допомога — 25,6 %, виробництво — 14,3 %, роздрібна торгівля — 13,4 %.